# Аккудик (Уаліхановський район)
Аккуди́к (каз. Аққұдық) — село у складі Уаліхановського району Північноказахстанської області Казахстану. Адміністративний центр Карасуського сільського округу, раніше було центром ліквідованої Комсомольської сільської ради.
До 2009 року село називалось Аккудук.
Населення — 189 осіб (2021; 347 у 2009, 827 у 1999, 1257 у 1989).
Національний склад станом на 1989 рік:
- казахи — 63 %.

До 2000 року село називалось Комсомольське.